# Kristiansand Symfoniorkester
Kristiansand Symfoniorkester (KSO) er et professionelt symfoniorkester i Kristiansand i Norge med ca. 70 fuldtidsansatte musikere. Sjefdirigen Nathalie Stutzmann.
Kristiansand Symfoniorkester har haft sin nuværende form siden 2003, efter fusionen mellem Kristiansand Kammerorkester og det hedengangne Forsvarets Distriktsmusikkorps Sørlandet. KSO bevare traditionerne fra før fusionen, idet de strenge fungerer som Kristiansand Kammerorkester og blæsere under navnet Kristiansand Blåseensemble. Men størstedelen af virksomheden nu, er symfoniorkester.
KSO holder de fleste af sine koncerter i Kilden teater- og koncerthus og Kristiansand Domkirke. De har også ofte forekommet andre steder i Aust-Agder og Vest-Agder, især Lyngdal Kulturhus og Arendal Kulturhus. Kontor-og øvelokalene er i Kilden i Kristiansand.

## Historie
Kristiansand Byorkester blev grundlagt i 1919. Det var dengang et amatørorkester med nogle professionelle musikere i rækkerne. I 1980'erne blev den første professionelle strygeinstrumentalister anvendt i orkesteret, og da opstod Kristiansand Kammerorkester.
Forsvarets Distriktsmusikkorps Sørlandet har sine rødder tilbage til 1818.

### Ledere, kunstneriske direktører mv. Kristiansand Byorkester/Symfoniorkester
- Gunnar Abrahamsen (1919–1921)
- Rolf Balchen (1945–195?)
- Zador Sabadoz
- Heinz Freudenthal (1960-tallet)
- Jon Robertson (1979-1987)
- Terje Boye Hansen (2001-2006)
- Rolf Gupta (2006-2013)
- Giordano Bellincampi (2013- )

### Ledere for Kristiansand Kammerorkester
- Stephan Barratt-Due
- Jan Stigmer (1996-2003)
- Pierre Amoyal (2007-2010)

### Dirigenter for Forsvarets Distriktsmusikkorps Sørlandet og Kristiansand Blåseensemble
- Bjørn Sagstad (2003-2007)